# フェアウェイ (競走馬)
フェアウェイ（Fairway、1925年 - 1948年）はイギリスの競走馬、種牡馬。1920年代後半に活躍した。日本に輸入されていないためフェアウェーの表記も有り。

## 経歴

### 競走馬時代
フランク・バタース調教師の元で1927年5月に競走馬としてデビュー。ジョージ・ラムトンは厩舎の総支配人の地位にあり、調教に携わっていなかった。
デビュー戦では競走中にバランスを崩し6着に敗れたが、その後7月にかけて3連勝した。
同馬を晩成型と見ていたダービー伯爵の側近ジョージ・ラムトンの判断から、この年はそれ以上レースに出走することなくシーズンを終えた。この年ジョッキークラブが発表した2歳フリーハンデではハーミット、ブランドに並び、126ポンドという高い評価を得た。
翌1928年、当初は2000ギニーに出走するプランが立てられていたがレース前日になって口腔内に膿種があることが判明し、出走を断念。
陣営は目標をダービーステークスに切り替えた。フェアウェイは5月に前哨戦のニューマーケットステークス（10ハロン）を勝利し、翌6月6日のダービーステークスには本命で出走。レース当日のエプソム競馬場は連日の好天気で馬場は引き締まっていた。馬主や調教師に加え、騎乗するウェストン騎手も楽勝を信じて疑わなかった。
しかし、出走馬19頭が下見所に現れてから10分足らずの頃、コースに出て観客席を横切るパレードの最中、フェアウェイは興奮した観客に取り囲まれ、馬体に触られ尻尾を引っ張られるなどされて神経を高ぶらせる。
さらに発走時に騒ぐ馬が出てスタートが遅延するアクシデントに見舞われてますます苛立ちを募らせた。
レースはスタートで出遅れ、ウェストンの鞭に応えずタッテナムコーナーから直線に入った時、先頭から1マイルも遅れ、そのまま全く見せ場を作ることなく7着に敗れた。1着は穴馬のフェルステッドだった。
この後しばらくフェアウェイはエプソムダービーのことを引き摺り神経質になっていたが、バタース調教師の努力で少しずつ回復すると、7月のエクリプスステークス（10ハロン）に挑んだ。
このレースは名牝ブックロウなどが出走しており、フェアウェイは2番人気にもならなかったが2着馬に8馬身の着差をつけ優勝した。
9月には最後のクラシックとなるセントレジャーステークス（14・5ハロン）に出走。レース前に汗をかかなかったせいか本命になり、得意のストライドでフランスから遠征して来たパリロイヤルを破って優勝し、最後のチャンスをものにしてクラシック優勝馬となった。
その後10月にチャンピオンステークスに出走。アルゼンチン馬フォリエイションを下し優勝し、5戦4勝でこの年のシーズンを終えた。
翌1929年、4歳になったフェアウェイはシーズンオフをウッドランド牧場で過ごしてさらに充実し、バーウェルステークス、ルース記念ステークス、プリンセスオブウェールズステークスと3連勝した。
エクリプスステークスに出走、全観衆の9割がフェアウェイの馬券を買っていたと言われる程推されるも、ゴール直前でバランスを崩し、ロイヤルミンストレルに4馬身差遅れて敗れたが、秋にはチャンピオンステークス連覇を果たし、15日後のジョッキークラブカップ（15fハロン）にも3馬身差で勝った。
ジョッキークラブカップに勝った直後、陣営はフェアウェイの長距離適性を計るためにバタースの管理馬でゴールドカップ優勝馬のボスワースと4000mにわたって2頭駆けのレースをした。
その結果フェアウェイが勝利し、適性ありと判断した陣営は翌1930年のゴールドカップを目指し激しい調教を課したが、途中で屈腱炎を発症し競走馬を引退した。。

### 種牡馬時代
フェアウェイは1931年から種牡馬となり、ウッドランド牧場で供用された。種付料400ギニー。これはソラリオの500ギニーに次いで、ブランドフォードやゲインズバラら14頭に並ぶ人気を集めた。血統と競走成績や当時のイギリスではズングリした馬格に人気が有ったことで、種付依頼が申し込み枠を超えるほど集まった。
ダービー伯爵のフェアウェイに対する期待は大きく、全兄ファロスをフランスに売却するほどであった。フェアウェイはその期待に違わず大きな成功を収め、初年度産駒が3歳になった1935年 はブランドフォードの2位だったが、1936年にイギリスのリーディングサイアーとなった。
その後は2位（1937年）、5位（1938年）、1位（1939年）と好調だったが、1940年 、1941年は10位以下に転落するも、翌年には2位を記録。1943年にリーディングサイアーへ返り咲き、連覇達成後も5位（1945年）、3位（1946年）と上位にいた。

代表産駒は二冠馬ブルーピーター、フェアトライアルなど。産駒には2000ギニーおよび1000ギニーを優勝したものが5頭いる一方、ゴールドカップやグッドウッドカップなどの長距離レースで活躍したものは一頭もいない。産駒勝鞍の平均距離（2歳馬除く）は8.94ハロン。ボアルセル（10.60ハロン）、ゲインズバラ（10.31ハロン）、ハイペリオン（9.83ハロン）に比べステイヤーとは言えず、父ファラリス（7.92ハロン）共々スピードを伝えると言われる。
産駒は種牡馬として世界中で成功を収め、上述の代表産駒2頭以外に、フランスでフェアコピー、アルゼンチンでフルセールがリーディングサイアーとなった。日本へはハロウェーが輸入され、2頭のオークス馬（スターロツチとアイテイオー）やダービー馬タニノハローモアを出し、リーディングサイアー上位の常連として活躍した。
1946年、腰の麻痺により種付けを中止。
麻痺は次第に下半身全体に拡大し、1948年11月末に安楽死処分となった。

### 名前
2代母アンコラは「錨」を意味する事から系統馬には海に所縁の有る名前が居る。本馬フェアウェイは「航路」の意。兄ファロスが灯台。母スカパフローが港名だったことに由来している。その他兄弟に1000ギニーに優勝したフェアアイル（全妹）がいる。
仔にタイドウェー（潮流）、フルセール（満帆）、ブルーピーター（出向合図の旗）、シーウェー（海路）など。

### 馬格・走法
父ファラリスや全兄弟ファロス、同じ父を持つマンナやコロラドとは全く似ておらず、むしろ祖父のポリメラスに似ており、非常に胴長で神経質な馬であった。
疾走する姿は獲物を追うグレイハウンドのようだだと評され、ストライドが長い利点とバランスを崩しやすい欠点が有った。
ダービーの敗戦はバランスを崩したためであったが、大きなストライドを利かせての鮮やかな勝ちぶりは胸がすくものであったと新聞は報じている。

### 汗
ダービーの敗因は、血統的にスタミナが足りないとか大レースの雰囲気に負けたなど噂されたが、出走時に汗をかくかどうかで人気が上下した。
産駒には父の胴長な特徴を継いで細目の馬が多く、多汗な馬が多かった。汗かきな馬は好まれないのが普通だが、問題にされず悪影響も無かった。

### 受胎率
16年の種牡馬生活中、受胎率は70%以下に1度もならず、80%越えは8年有った。良好な受胎率の理由はウッドランド牧場で過ごしたグリフィス馬手の行き届いた管理によるという。
性器が水準より大きく長かったので、牝馬の性器を突き破るのではないかと心配された。

## 年度別競走成績
- 1927年（4戦3勝）
  - シャンペンステークス、コヴェントリーステークス、ジュライステークス
- 1928年（5戦4勝）
  - セントレジャーステークス、エクリプスステークス、チャンピオンステークス、ニューマーケットステークス
- 1929年（6戦5勝）
  - チャンピオンステークス、ジョッキークラブカップ、プリンセスオブウェールズステークス、バーウェルステークス、ルース記念ステークス

## 主な産駒
- 1932年産
  - ハイラン / Hairan（1934年デューハーストステークス、1935年サセックスステークス）
  - フェアトライアル / Fair Trial（1935年クイーンアンステークス）
- 1933年産
  - タイドウェイ / Tide-Way（1936年1000ギニー）
  - ペイアップ / Pay Up（1936年2000ギニー）
- 1934年産
  - フェアコピー / Fair Copy（1936年ミドルパークステークス）
  - フルセイル / Full Sail（種牡馬、アルゼンチンリーディングサイアー2回）
- 1936年産
  - ブルーピーター / Blue Peter（1939年2000ギニー、ダービーステークス、エクリプスステークス）
- 1939年産
  - ワトリングストリート / Watling Street（1942年ダービーステークス）
- 1940年産
  - キングズウェイ / Kingsway（1943年2000ギニー）
  - ソルフェリーノ / Solferino（1943年アイリッシュセントレジャー）
  - ハロウェー / Harroway（種牡馬、スターロツチ・アイテイオー・タニノハローモアの父）
- 1941年産
  - ガーデンパス / Garden Path（1944年2000ギニー）
  - ハニーウェイ / Honeyway（1945年ジュライカップ、1946年チャンピオンステークス）
- 1942年産
  - ピカデリー / Piccadilly（1945年アイリッシュダービー）

## 血統
フェアウェイは名馬ファロスの3歳下の弟で、第17代ダービー伯爵らしくセントサイモンの3×4というインブリードが施されている。だが、血統的には兄とまったく同じにもかかわらず、兄と父に似ず長い脚と胴を持つひょろりとした体格で、顔以外はまったく似ていないといわれた。実際にこの兄弟のタイプはかなり違っており、ファロスは短距離を得意としたが、フェアウェイは長距離を得意としていた。

### 血統表
| フェアウェイの血統      | フェアウェイの血統                                                                                           | フェアウェイの血統                                                                                           | （血統表の出典）                                                                                             | （血統表の出典） |
| 父系                    | フェアウェイ系＜ファラリス系＜サイリーン系＜ベンドア系＜ストックウェル系＜エクリプス系＜ダーレーアラビアン系 | フェアウェイ系＜ファラリス系＜サイリーン系＜ベンドア系＜ストックウェル系＜エクリプス系＜ダーレーアラビアン系 | フェアウェイ系＜ファラリス系＜サイリーン系＜ベンドア系＜ストックウェル系＜エクリプス系＜ダーレーアラビアン系 |                  |
| 父 Phalaris 1913 黒鹿毛 | 父の父Polymelus 1902 鹿毛                                                                                    | Cyllene | Bona Vista                                                                                                   | Bona Vista       |
| 父 Phalaris 1913 黒鹿毛 | 父の父Polymelus 1902 鹿毛                                                                                    | Cyllene | Arcadia |                  |
| 父 Phalaris 1913 黒鹿毛 | 父の父Polymelus 1902 鹿毛                                                                                    | Maid Marian                                                                                                  | Hampton | Hampton          |
| 父 Phalaris 1913 黒鹿毛 | 父の父Polymelus 1902 鹿毛                                                                                    | Maid Marian                                                                                                  | Quiver |                  |
| 父 Phalaris 1913 黒鹿毛 | 父の母Bromus 1905 鹿毛                                                                                       | Sainfoin | Springfield                                                                                                  | Springfield      |
| 父 Phalaris 1913 黒鹿毛 | 父の母Bromus 1905 鹿毛                                                                                       | Sainfoin | Sanda |                  |
| 父 Phalaris 1913 黒鹿毛 | 父の母Bromus 1905 鹿毛                                                                                       | Cheery | St.Simon | St.Simon         |
| 父 Phalaris 1913 黒鹿毛 | 父の母Bromus 1905 鹿毛                                                                                       | Cheery | Sunrise |                  |
| 母 Scapa Flow 1914 栗毛 | 母の父Chaucer 1900 黒鹿毛                                                                                    | St.Simon | Galopin | Galopin          |
| 母 Scapa Flow 1914 栗毛 | 母の父Chaucer 1900 黒鹿毛                                                                                    | St.Simon | St.Angela |                  |
| 母 Scapa Flow 1914 栗毛 | 母の父Chaucer 1900 黒鹿毛                                                                                    | Canterbury Pilgrim                                                                                           | Tristan | Tristan          |
| 母 Scapa Flow 1914 栗毛 | 母の父Chaucer 1900 黒鹿毛                                                                                    | Canterbury Pilgrim                                                                                           | Pilgrimage                                                                                                   |                  |
| 母 Scapa Flow 1914 栗毛 | 母の母Anchora 1905 栗毛                                                                                      | Love Wisely                                                                                                  | Wisdom | Wisdom           |
| 母 Scapa Flow 1914 栗毛 | 母の母Anchora 1905 栗毛                                                                                      | Love Wisely                                                                                                  | Lovelorn |                  |
| 母 Scapa Flow 1914 栗毛 | 母の母Anchora 1905 栗毛                                                                                      | Eryholme | Hazlehatch                                                                                                   | Hazlehatch       |
| 母 Scapa Flow 1914 栗毛 | 母の母Anchora 1905 栗毛                                                                                      | Eryholme | Ayrsmoss |                  |
| 母系(F-No.)             | Sedbury Royal Mare(FN:13-e)                                                                                  | Sedbury Royal Mare(FN:13-e)                                                                                  | Sedbury Royal Mare(FN:13-e)                                                                                  | [ § 2 ]          |
| 5代内の近親交配         | St. Simon 3×4、Springfield 4×5、Hermit 5×5                                                                   | St. Simon 3×4、Springfield 4×5、Hermit 5×5                                                                   | St. Simon 3×4、Springfield 4×5、Hermit 5×5                                                                   | [ § 3 ]          |
| 出典                    | 1. 2. 3. | 1. 2. 3. | 1. 2. 3. | 1. 2. 3.         |